# 余琰 (成化進士)
余琰（1435年—1494年），字公佩，四川眉州青神縣人，民籍，治《詩經》。

## 生平
三月十四日生，行二，由國子生中式四川鄉試第六十五名舉人，會試中式第一百五十五名。年三十二歲中式成化二年（1466年）丙戌科第三甲第二百零六名進士。

## 家族
曾祖余朝宗、祖余友中、父余禎；母魏氏。慈侍下，妻金氏，兄瓚。